# Gunther Duda
Gunther Duda (* 10. November 1926 in Rutenau, Landkreis Oppeln, Provinz Oberschlesien; † 10. Dezember 2010 in Dachau) war ein deutscher Internist, rechtsextremer Publizist und langjähriger Vorsitzender des Bundes für Deutsche Gotterkenntnis.

## Leben
Duda wuchs im damals deutschen Schlesien auf und besuchte die Oberrealschule für Jungen in Neumarkt/Oberschlesien. 1943 wurde er auf die Luftwaffenhelferoberschule in Stettin geschickt und 1944 erhielt er dort das Notabitur; dieses Abitur wurde jedoch nach 1945 nicht anerkannt.
Nach der Ausbildung in Stettin wurde er an die Ostfront versetzt. Im Winter 1944/45 erlitt er schwere Erfrierungen an den Füßen und wurde in ein Lazarett der Wiener Hofburg eingewiesen. Nach der Genesung kam er nach Purkersdorf in Österreich und erlebte das Kriegsende als Reserveoffiziersbewerber.
Er siedelte nach Bayern über, wo er seinen Vater, der aus Schlesien flüchten musste, wiederfand und Arbeit in der Landwirtschaft suchte. Hier trat Duda wieder in die Kirche ein, die er während seiner Zeit in der Hitlerjugend verlassen hatte. 1946/1947 besuchte er an der Oberrealschule Pasing in München-Pasing einen Sonderlehrgang für Kriegsteilnehmer und legte dort das Abitur zum zweiten Mal ab, aber diesmal offiziell anerkannt. Schließlich konnte er zum Wintersemester 1947/48 an der Universität in München das Studium der Medizin aufnehmen. Nach dem Sommersemester 1952 legte er dort auch sein Examen ab und promovierte danach mit einer Arbeit über die Nierenfunktion nach der Gabe von Markierungsstoffen.
Für den jungen Mediziner gab es – wie für viele seiner Berufskollegen – anfangs nur eine unbezahlte Stelle, die er im Münchner Krankenhaus am Biederstein fand. Den Lebensunterhalt für die junge Familie musste zunächst die Ehefrau und Mutter als Medizinisch-technische Assistentin verdienen. Nach der Facharztausbildung eröffnete er 1963 in Dachau eine eigene Praxis, die er bis zum Jahre 1998 betrieb.

## Ludendorff-Anhänger
Wann genau Duda mit der Ludendorff-Bewegung in Kontakt kam, ist unbekannt. Wohl 1957 publizierte er erstmals in "Der Quell", dem Hausorgan des Bundes für Gotterkenntnis e.V., der im rechtsextremen, vom Mathilde Ludendorffs Schwiegersohn Franz Karg von Bebenburg geleiteten Verlag Hohe Warte in München erschien. 1970 wird Duda dann Mitglied des Vorstandes und übernimmt 1977 den Vorsitz, den er bis kurz vor seinem Tod ausübte.

## Mozart-Forschung
Duda beschäftigte sich mit medizinischen Forschungsfragen und schrieb mehrere Bücher zu den Theorien über Mozarts Tod, die in der Fachwelt umstritten sind. Dabei suchte er an eine These Mathilde Ludendorffs anzuknüpfen, die schon 1928 behauptet hatte, Mozart sei einem "freimaurerisch initiierten Giftmord" zum Opfer gefallen. Schon 1958 veröffentlichte Duda dazu das erste Mal in "Der Quell", im gleichen Jahr erschien eine Monographie von ihm beim Verlag Hohe Warte. Auch in der Folgezeit waren die Veröffentlichunge des Bundes für Gotterkenntnis sein bevorzugtes Publikationsmedium für dieses Thema. Demgegenüber wies der österreichische Musikwissenschaftler Otto Erich Deutsch darauf hin, dass die These Dudas ein sehr viel älteres, aber unbewiesenes Gerücht ausbaue und er mit teilweise zweifelhaften Quellenbelegen arbeite. Ähnlich kritisch wird Dudas These zur angeblichen Totenmaske Mozarts angesehen. Der Bildhauer Willi Kauer (1898–1976) hatte sich an ihn gewandt, nachdem er mit seiner These, bei einer von ihm erworbenen bronzenen Gesichtsmaske handele es sich um einen Abguss der Totenmaske Mozarts, auf erhebliche Skepsis gestoßen war. Duda wiederum bestätigte deren Echtheit, doch zeigte eine anatomische Untersuchung, dass die vermeintliche Totenmaske weder zu dem Mozart zugeschriebenen Schädel noch zu einer als authetisch geltenen Porträtzeichnung passte.

## Veröffentlichungen (Auswahl)
- Gewiss, man hat mir Gift gegeben : Eine Untersuchung d. Krankheiten Mozarts nach d. Briefen d. Familie u. Berichten von Zeitgenossen, Verlag Hohe Warte von Bebenburg, 1958.
- mit Johannes Dalchow und Dieter Kerner: W. A. Mozart – Die Dokumentation seines Todes. Zur 175. Wiederkehr seines gewaltsamen Endes am 5. Dezember 1966, Verlag Hohe Warte von Bebenburg, 1966.
  - Ausgaben in anderen Sprachen: V. A. Mocart, Moskva : Muzyka, 1991, Naučno-popularnoe izd. Motsaruto-no-dokusatsu, Tokyo : Ongaku-tomosha 1962.
- Mathilde Ludendorff. E. Leben d. Freiheit. Verlag Hohe Warte von Bebenburg, Pähl 1977.
- Mit Franz Karg von Bebenburg: Schicksalsstunden deutscher Geschichte. Verlag Hohe Warte von Bebenburg, Pähl 1981. ISBN 3-88202-301-5.
- Schöpferische Schau oder Intuition. Erfüllung und Klärung durch Mathilde Ludendorff. In: Mensch und Maß 22, 1982, S. 869–884.
- Der Echtheitsstreit um Mozarts Totenmaske: Entstehung – Wiederauffindung; Nachweise und Gutachten. Verlag Hohe Warte von Bebenburg, 1985.
- Das »induzierte« oder künstlich ausgelöste Irresein. Verlag Hohe Warte. o. J. Pähl.
- Mit Volker Herzog, Karg von Bebenburg und Hans Binder: Rassen und Völker im Licht der Wissenschaften und der Gotterkenntnis M. Ludendorffs. Tutzinger Schriften, Verlag Hohe Warte, Pähl 1987, ISBN 3-88202-333-3, S. 78–88 (Aufsatzsammlung).
- mit Walther Brauneis: W.A. Mozart „Den Göttern gegeben“ Ein „Bauopfertod“. Mozart-Jahrbuch 1996, S. 220–223.
- W. A. Mozart - "den Göttern gegeben". Ein "Bauopfertod". Verlag Hohe Warte, Pähl 1994. ISBN 3-88202-345-7.
- Erbgutnutzung, Sittengesetz, Menschenwürde. Eine neue philosophisch-weltanschauliche Stellungnahme. Verlag Hohe Warte, Pähl 2001.
- Ansprache am Grab Erich und Mathilde Ludendorffs am 15. im Gilbhardt 2000. In: Mensch und Maß 40, 2000, S. 929–933.
- Erich Ludendorff und der 9. November 1923. Der Freiheitskampf für unser Volk und den Durchbruch der Gotterkenntnis. Verlag Hohe Warte, Pähl 2004. ISBN 978-3-88202-359-6.